# Raymond Poisson
Raymond Poisson, född 1633, död 1690 i Paris, var en fransk skådespelare och lustspelsförfattare, känd under pseudonymen Belleroche.
Poisson spelade som ung i landsorten och var 1652–1680 anställd vid teatern i Hôtel de Bourgogne i Paris och från 1680 vid den nyinrättade Comédie-Française. Han är känd som den sceniske skaparen av den av Paul Scarron i lustspelet införda betjänttypen Crispin. Poissons egna, grovkorniga lustspel som La fou raisonnable och Le baron de la Crasse vann på sin tid stor popularitet. Hans son Paul Poisson och sonson Arnould Poisson de Roinville var även de berömda skådespelare vid Comédie-Française.